# Wołodymyr Stryżewski
Wołodymyr Serhijowycz Stryżewski, ukr. Володимир Сергійович Стрижевський, ros. Владимир Сергеевич Стрижевский, Władimir Siergiejewicz Striżiewski (ur. 4 maja 1953 w Drohobyczu, obwód lwowski, zm. 15 listopada 2023) – ukraiński piłkarz, grający na pozycji bramkarza, trener piłkarski.

## Kariera piłkarska

### Kariera klubowa
W 1971 roku rozpoczął karierę piłkarską w klubie Wołyń Łuck. W 1974 przeszedł do Dynama Chmielnicki. W 1976 został piłkarzem klubu Dynamo Kijów, ale nie rozegrał żadnego meczu i w następnym roku przeniósł się do Dnipra Dniepropetrowsk. W 1980 przez pół roku występował w Krywbasie Krzywy Róg. W 1982 zasilił skład trzecioligowej drużyny Kołos Pawłohrad. W 1985 roku powrócił do Krywbasa Krzywy Róg, w barwach którego w 1987 zakończył karierę piłkarską.

## Kariera trenerska
Po zakończeniu kariery piłkarską od 1987 do 1991 roku pracował z grupą rezerw Dnipra Dniepropetrowsk. Na początku 1992 objął prowadzenie Krywbasa Krzywy Róg. We wrześniu 1992 został zwolniony. W 1993 pomagał trenować Weres Równe. Od stycznia 1994 roku do sierpnia 1995 prowadził Podilla Chmielnicki. Następnie pomagał trenować Zirkę Kirowohrad. W 1999 został zaproszony na stanowisko głównego trenera kazachskiego klubu Access-Jesil Petropawł. Po zdobytym wicemistrzostwie niespodziewanie został zwolniony. Potem pomagał trenować Wołyń Łuck. W 2002 stał na czele Aktöbe-Lento Aktiubińsk. W 2003 ponownie został zaproszony do kierowania petropawłowskiego klubu, który zmienił nazwę na Access-Jesil Petropawł. Ale po pół roku został zwolniony. W latach 2004–2006 pracował w Szkole Piłkarskiej Dnipra Dniepropetrowsk.

## Sukcesy i odznaczenia

### Sukcesy trenerskie
- wicemistrz Kazachstanu: 1999